# Benin ai Giochi olimpici
Il Benin ha partecipato per la prima volta ai Giochi olimpici a Mosca 1980. La prima partecipazione di atleti di questo paese avvenne però a Monaco 1972 quando il Benin di chiamava Dahomey.
Gli atleti beninesi non hanno mai vinto medaglie ai Giochi olimpici estivi, mentre non hanno mai partecipato ai Giochi olimpici invernali.
Il Comitato Olimpico Nazionale e Sportivo Beninese venne creato e riconosciuto dal CIO nel 1962.

## Medaglieri

### Medaglie alle Olimpiadi estive
| Edizione            | Oro              | Argento          | Bronzo           | Totale           |
| ------------------- | ---------------- | ---------------- | ---------------- | ---------------- |
| Monaco 1972         | 0                | 0                | 0                | 0                |
| Montreal 1976       | non partecipante | non partecipante | non partecipante | non partecipante |
| Mosca 1980          | 0                | 0                | 0                | 0                |
| Los Angeles 1984    | 0                | 0                | 0                | 0                |
| Seul 1988           | 0                | 0                | 0                | 0                |
| Barcellona 1992     | 0                | 0                | 0                | 0                |
| Atlanta 1996        | 0                | 0                | 0                | 0                |
| Sydney 2000         | 0                | 0                | 0                | 0                |
| Atene 2004          | 0                | 0                | 0                | 0                |
| Pechino 2008        | 0                | 0                | 0                | 0                |
| Londra 2012         | 0                | 0                | 0                | 0                |
| Rio de Janeiro 2016 | 0                | 0                | 0                | 0                |
| Tokyo 2020          | 0                | 0                | 0                | 0                |
| Parigi 2024         | 0                | 0                | 0                | 0                |
| Totale              | 0                | 0                | 0                | 0                |